# اندیس کوه خوشومی
کوه خوشومی یک اندیس غیرفلزی است که در حوالی شهر ریز آب استان یزد قرار دارد و مادهٔ معدنی موجود در آن، آلونیت است.  